# État ouvrier
Les termes d'État ouvrier ou d'État prolétarien désignent, dans la pensée marxiste, et plus précisément dans les vocabulaires léniniste et trotskyste, l'appareil d'État en place après la révolution prolétarienne, qui remplace l'État « bourgeois » et sa « démocratie formelle » par une « démocratie populaire ». Cette étape établit la dictature du prolétariat et le « socialisme d'État », censé organiser une société sans classes, préparant une « société sans État et sans propriété privée » : le communisme.

## Définitions et usages
Commentant dans Les Luttes de classes en France les évènements du Printemps des peuples, Marx voit dans les clubs politiques français de 1848 l'amorce de « la coalition de toute la classe ouvrière contre toute la classe bourgeoise, la formation d'un État ouvrier contre l'État bourgeois ». C'est le seul texte dans lequel Marx utilise l'expression « État ouvrier ».
S'il utilise une fois le terme État ouvrier pour qualifier l'organisation révolutionnaire destinée à mettre à bas les institutions de l'État bourgeois, Marx n'assimile pas la dictature du prolétariat à une forme précise d'État ; Engels considère pour sa part que l'État continue d'exister durant la phase de la dictature du prolétariat : pour lui, la Commune de Paris, bien que n'ayant pas constitué un État à proprement parler, correspond à un pouvoir politique identifiable à la dictature du prolétariat. L'État, durant cette phase, est conçu comme transitoire, et est destiné à s'éteindre progressivement pour passer ensuite à la phase du communisme proprement dit. Pour Engels, « le prolétariat s'empare du pouvoir d'État et transforme les moyens de production d'abord en propriété d'État. Mais par là, il se supprime lui-même en tant que prolétariat, il supprime toutes les différences de classes et oppositions de classes et également l'État en tant qu'État ».  Engels lui-même n'utilise cependant pas le terme d'« État prolétarien » ; cette expression est inventée par la suite par Lénine qui, s'inspirant de la pensée d'Engels, attribue implicitement le concept d'« État prolétarien » à ce dernier.
Lénine considère, en se réclamant d'Engels, que l'État prolétarien constitue la forme d'État en place après la « révolution socialiste ». Pour Lénine, l'État prolétarien n'est qu'un « demi-État », le pouvoir y étant exercé par le prolétariat, qui use d'un « pouvoir spécial de répression » pour mater ses anciens oppresseurs et prend possession des moyens de production « au nom de la société ». Cette forme d'État, conçue comme temporaire, correspond dans l'optique de Lénine à la phase du socialisme, soit la « première phase de la société communiste » ; elle est destinée à s'éteindre d'elle-même lors du passage à la « phase supérieure », où l'appareil d'État n'est plus nécessaire et où la société fonctionne harmonieusement selon l'adage « de chacun selon ses moyens, à chacun selon ses besoins ». Nikolaï Boukharine évalue à « deux ou trois générations » le délai nécessaire pour que disparaissent « toutes les survivances de l'ancien régime capitaliste ». Dans cet intervalle, « un État ouvrier reste indispensable » ; après le passage au « régime développé », le pouvoir politique du prolétariat s'éteint également, dans un contexte de société sans classes. Boukharine insiste sur la nécessité, durant la phase de dictature du prolétariat, de l'existence d'un parti communiste qui tienne un rôle d'avant-garde dirigeante du prolétariat.
Lénine emploie pour sa part en 1920 le terme d'État ouvrier-paysan, ce qui lui vaut un désaccord avec Boukharine ; critiquant les conceptions de Trotsky, Lénine emploie également l'expression d'« État ouvrier-paysan présentant des déformations bureaucratiques » afin de mettre en garde contre certaines dérives organisationnelles. En Italie, Antonio Gramsci considère pour sa part, en 1920 dans le contexte du « biennio rosso », le système d'un gouvernement par les conseils ouvriers comme devant être non pas une forme transitoire de la lutte révolutionnaire, mais une forme plus permanente d'organisation de la révolution et une forme de construction de l'État socialiste : pour Gramsci, les conseils d'usine doivent constituer la base non corporatiste, et non purement représentative, d'un État ouvrier. A ses yeux, l'usine devient alors « la forme où la classe ouvrière se coule en un organisme déterminé, la cellule d'un nouvel État : l'État  ouvrier, et la base d'un nouveau système représentatif : le système des Conseils ».
La qualité d'État ouvrier est ensuite revendiquée par la Russie soviétique, puis par l'URSS, servant par ailleurs à la mainmise du pouvoir bolchevik sur la vie économique. À la session du Parti communiste de 1919, un texte prévoyant de continuer à garantir le droit de grève aux ouvriers est ainsi rejeté, dans la mesure où, la République des Soviets étant un « État ouvrier », il est « absurde que les ouvriers puissent faire grève contre eux-mêmes ». Le concept d'« État ouvrier » est tout particulièrement repris par Léon Trotsky, qui l'utilise pour dénoncer l'évolution bureaucratique du régime soviétique. Le qualificatif d'« État ouvrier bureaucratiquement dégénéré » est par la suite employé par Trotsky pour classer le régime stalinien et figure dans les onze points de l'Opposition de gauche trotskiste tels qu'ils sont définis en 1933. L'expression, abrégée en « État ouvrier dégénéré », fait par la suite partie du vocabulaire trotskiste pour qualifier l'URSS, signifiant par là que sa nature authentiquement révolutionnaire a été ensuite pervertie et détournée sous le stalinisme.
Le terme d'État ouvrier continue ensuite, durant la guerre froide, d'être occasionnellement utilisé comme un synonyme d'État communiste (ou « État socialiste », Démocratie populaire et autres appellations) et apparaît sous diverses variantes comme « État populaire », « État ouvrier et paysan » ou « État prolétarien ».

## Application
L'étape théoriquement transitoire de l'État ouvrier exerçant la dictature du prolétariat s'avère pratiquement et historiquement permanente, à travers des structures étatiques de plus en plus centralisées et autoritaires, perdurant grâce à des polices politiques aux pouvoirs extra-judiciaires exerçant la « terreur rouge » et à des systèmes répressifs basés sur un réseau de camps de travaux forcés (Goulag, Laogai…), qui produisent l'émergence d'une classe privilégiée appelée « bureaucratie » dans une perspective trotskiste, nomenklatura dans les pays d'obédience soviétique, et « princes rouges » en Chine,. De ce fait, les États en question, n'ayant plus d'« ouvriers » que le nom, laissent place, après plusieurs décennies d'existence et de guerre froide, non pas à des sociétés communistes, mais au retour du capitalisme et de l'économie de marché, avec ou sans « démocratie formelle » (cas de quelques pays d'Europe centrale et orientale), avec ou sans maintien au pouvoir d'un parti unique, et avec ou sans désignation de celui-ci comme « communiste » (cas du Parti communiste chinois),, mais toujours avec la transformation de la nomenklatura en une classe d'oligarques qui s'approprient les ressources des pays concernés,.